# Gustav von Wartensleben (General, 1774)
Gustav Hermann August Graf von Wartensleben (* 25. Oktober 1774 in Marienburg; † 10. April 1834 in Schweidnitz) war ein preußischer Generalmajor.

## Leben

### Herkunft
Seine Eltern waren der spätere preußische Generalleutnant Leopold Alexander von Wartensleben und dessen Ehefrau Karoline Luise Dorothea, geborene von der Recke (* 8. August 1753 in Preußisch Holland; † 3. April 1825 in Breslau).

### Militärlaufbahn
Wartensleben kam am 7. November 1789 als Gefreitenkorporal in das I. Bataillon der Garde der Preußischen Armee und wurde außerdem am 18. November 1789 als Johanniterritter exspektiert. Am 28. November 1790 avancierte er zum Fähnrich und nahm am Ersten Koalitionskrieg teil. Er kämpfte bei den Belagerungen von Mainz und Landau sowie in der Schlacht bei Kaiserslautern. Im Gefecht bei Trippstadt wurde Wartensleben verwundet und für seine Tapferkeit erhielt er die Anwartschaft auf die Domherrenstelle in Brandenburg.
Am 12. Januar 1795 wurde er zum Sekondeleutnant befördert und am 15. Juli 1795 zum Johanniterritter ernannt. Am 24. Juli 1798 wurde er dann als Premierleutnant in das Füsilier-Bataillon „von Pelet“ aggregiert und am 14. Dezember 1798 einrangiert. Wartensleben stieg am 12. November 1801 zum überzähligen Stabskapitän auf und wurde am 24. Januar 1803 als Generaladjutant in das Regiment seines Vaters versetzt. Im Vierten Koalitionskrieg kämpfte er in der Schlacht bei Auerstedt sowie auf dem Rückzug bei Nordhausen. Durch die Kapitulation von Magdeburg wurde Wartensleben inaktiv gestellt. Am 23. Oktober 1807 schied er aus dem aktiver Dienst aus, erhielt aber am 12. Dezember 1807 die Erlaubnis, die Uniform seines letzten Regiments zu tragen. Zudem erhielt Wartensleben am 23. Juni 1809 noch den Charakter als Major. Nach seiner Verabschiedung lebte er als Privatmann zurückgezogen in Dresden und Gotha.
Kurz vor den Befreiungskriegen wurde Wartensleben am 20. März 1813 als Kompanieführer beim 4. Reservebataillon des 1. Schlesischen Infanterie-Regiments angestellt. Am 16. Juni 1813 wurde er als Major zum Kommandeur des Ersatzbataillons im 1. Ostpreußischen Infanterie-Regiment ernannt. Bereits am 6. Dezember 1813 wurde er als Kommandeur in das 9. Schlesische Landwehr-Regiment versetzt. Während des Krieges kämpfte er dann bei der Belagerung von Erfurt.
Nach dem Krieg wurde Wartensleben am 24. Oktober 1815 zum Oberstleutnant befördert und kam am 8. Juni 1816 als Kommandeur in das 2. Reichenbacher Landwehr-Regiment. Am 12. März 1820 kam er dann als Kommandeur in das 7. Landwehr-Regiment, wo er am 30. März 1822 Oberst wurde. Am 18. Juni 1825 bekam er das Dienstkreuz und am 30. März 1827 seinen Abschied als Generalmajor mit Pension. Dazu wurde er am 21. April 1827 Domherr in Brandenburg an der Havel und starb am 10. April 1834 in Schweidnitz.

### Familie
Wartensleben heiratete am 24. Mai 1797 in Potsdam Friederike Wilhelmine Charlotte Gräfin von Pinto (* 15. Juli 1776; † 26. August 1839), eine Tochter des Generals Franz Ignatz von Pinto. Die Ehe wurde am 6. Dezember 1803 geschieden. Sie heiratete danach den General Eugen Maximilian von Roeder. Das Paar hatte dennoch mehrere Kinder:
- Wilhelmine Rudolfine Alexandrine Marianna Albine (* 4. März 1798; † 27. November 1812)
- Gustav Alexander (* 12. Mai 1800; † 21. Mai 1836) ⚭ 1828 Ottilie Karoline Hermine Auguste von Schwemmler (* 1808; † 9. Januar 1879) (heiratet als Witwe Karl von Wartensleben (* 24. Oktober 1807; † 9. März 1881))[2]
- Karoline Emilie Klara Pauline (* 20. August 1803; † 23. Januar 1862), Ehrenstiftsdame des Fräuleinstifts in Camin

Am 24. September 1804 heiratete Wartensleben in Gotha Philippine Wilhelmine Teutscher von Lisfeld (* 1771; † 22. Januar 1849).